# Koncert na orkiestrę (Lutosławski)
Koncert na orkiestrę – utwór symfoniczny Witolda Lutosławskiego, powstały w latach 1950-54 i wykonany po raz pierwszy 26 listopada 1954. Stanowi on podsumowanie dziesięcioletniego okresu, w którym kompozytor wykorzystywał materiały folklorystyczne. Jest najczęściej wykonywanym utworem Lutosławskiego. 

## Historia powstania

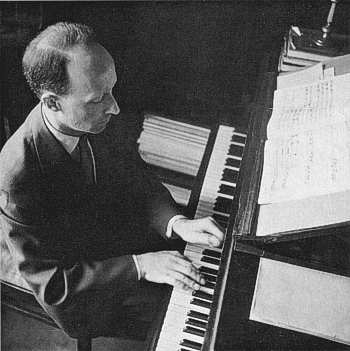
Witold Lutosławski na początku lat 50.

„Koncert na orkiestrę” powstał w latach 1950-1954 na zamówienie polskiego dyrygenta Witolda Rowickiego i jemu jest dedykowany. Kompozytor początkowo planował stworzenie krótszego, użytkowego utworu, jednak zdecydował się na rozbudowane dzieło o charakterze koncertu. Pod względem formy inspiracją dla Lutosławskiego był Koncert na orkiestrę Béli Bartóka z 1943, choć zdecydował się na znacznie większe użycie materiału ludowego niż węgierski kompozytor.
Był to kolejny z serii utworów Lutosławskiego opartych na tematach ludowych. Materiały do „Koncertu” Lutosławski zaczerpnął ze zbioru melodii ludowych Oskara Kolberga. Kompozytor traktował jednak folklor jako materiał do budowy dużej formy muzycznej, która sama z folklorem nie miała już nic wspólnego.

## Opis utworu
„Koncert na orkiestrę” przeznaczony został na orkiestrę symfoniczną z potrójną obsadą instrumentów dętych drewnianych i poczwórną dętych blaszanych, a także kotły i trzy zestawy perkusyjne, dwie harfy, czelestę i fortepian. Jego wykonanie zajmuje ok. 28-30 minut. 
Utwór składa się z trzech części:
1. Intrada (Allegro masteoso)
2. Capriccio notturno e Arioso (Vivace)
3. Passacaglia, Toccata e Corale (Andante con moto – Allegro giusto)

Wstępna część, Intrada opiera się na melodiach „A cyje to kuniki” oraz „A gdziez mnie odjezdzas, Walusieńku panie?”. 
Druga część utworu ma formę scherza z triem, wykorzystuje też melodię pieśni „Przeciężgnę się siwą gołębicą”. 
Finałowa część jest dłuższa niż dwie poprzednie i według Andrzeja Chłopeckiego zapowiada późniejsze techniki kompozytorskie Lutosławskiego, takie jak łańcuchowość. Ma ona trzy człony o nazwach nawiązujących do muzyki barokowej (passacaglia, toccata i chorał). W tym ostatnim wykorzystywana jest melodia „Na piasecku młyneczek”. 

## Przyjęcie utworu
Pierwsze wykonanie „Koncertu” miało miejsce 26 listopada 1954, a orkiestrę Filharmonii Narodowej poprowadził sam Rowicki. Premiera przyjęta została z entuzjazmem i długo oklaskiwana, choć część słuchaczy była zdegustowana nowatorstwem muzyki. Prawdopodobnie z tego powodu utwór pominięto w programie koncertu wiosną 1955, na którym mieli pojawić się członkowie KC PZPR. Mimo tego, Lutosławski otrzymał w 1955 roku trzy nagrody państwowe: ministra kultury, Nagrodę Państwową I Stopnia oraz Order Sztandaru Pracy II klasy. Zofia Lissa w artykule na łamach Przeglądu Kulturalnego z 1955 uznała „Koncert” za „jedno z najwyższych, jeśli nie w ogóle najwyższe osiągnięcie polskiej muzyki 10-lecia”.

Również według Tadeusza A. Zielińskiego utwór stanowił ukoronowanie dziesięcioletniego, powojennego okresu w twórczości Lutosławskiego, gdyż: 
łączy monumentalizm z koronkową ornamentyką, ludową prostotę fraz melodycznych - z przepychem instrumentalnych kolorów, cyzelatorski kunszt w wyborze każdego dźwięku - z wirtuozerią brzmienia orkiestrowego. 
 

Według Andrzeja Chłopeckiego: 
Pod jednym względem „Koncert” jest ewenementem w historii muzyki: łączy elementy neobarokizmu (rozumianego jako części, ogólnie biorąc, neoklasycyzmu) z folklorem.
Utwór wszedł szybko do repertuaru innych dyrygentów – grali go m.in. Jan Krenz, Stanisław Skrowaczewski, Jerzy Semkow i Bohdan Wodiczko. Podczas pierwszego festiwalu Warszawska Jesień w 1956 został wykonany przez Wiedeńskich Symfoników pod batutą Michaela Gielena. W 1957 zagrano go na festiwalu „Praska wiosna”, gdzie dyrygował Václav Smetáček. Z kolei w 1958 nastąpiła amerykańska premiera pod dyrekcją Skrowaczewskiego.
„Koncert na orkiestrę” pozostaje najczęściej wykonywanym utworem Witolda Lutosławskiego. W kolejnych latach do swojego repertuaru dodawali go tacy dyrygenci jak Seiji Ozawa, Daniel Barenboim, Christoph von Dohnányi czy Georg Solti. 
Utwór był też wielokrotnie rejestrowany na płytach, według dyskografii opracowanej w roku 2008 na ponad 40 płytach opublikowano ponad jego 20 wykonań. 
W latach 1969–1987 fragment Intrady był sygnałem politycznego programu ZDF-Magazin, nadawanego w drugim kanale zachodnioniemieckiej telewizji. Użyty został bez zgody i wiedzy kompozytora oraz wydawców. Lutosławski był bardzo zaskoczony, gdy dyrygował w Niemczech wykonaniem „Koncertu na orkiestrę” i w momencie rozpoczęcia się tego fragmentu zauważył na sali poruszenie.
Stosunek samego kompozytora do utworu zmieniał się z czasem. Początkowo zgadzał się, że „nie może go nie zaliczyć do najważniejszych w swoim kompozytorskim dorobku”. Pod koniec życia uważał go jednak za utwór marginesowy, gdyż nie zaprowadził go w kierunku, dokąd miał iść. Wyżej zaś cenił swoją I symfonię.